# 米拉·库伊斯马
米拉·库伊斯马（芬蘭語：Mira Kuisma，1987年5月6日—），芬兰女子冰球运动员，场上位置是守门员。她曾代表芬兰参加2010年冬季奥林匹克运动会冰球比赛，获得一枚铜牌。